# Zosmotes plumula
Zosmotes plumula – gatunek chrząszcza z rodziny kózkowatych i podrodziny zgrzypikowych. Jedyny przedstawiciel rodzaju Zosmotes.

## Zasięg występowania
Gatunek ten występuje na Borneo.